# Erna Barschak
Erna Barschak (* 1888 in Berlin; † 12. Oktober 1958 in Philadelphia) war eine deutsche Berufspädagogin und Psychologin. Ein bedeutendes Werk ist ihr autobiografisches Buch über Erfahrungen nach der Flucht aus der nationalsozialistischen Diktatur.

## Leben
Erna Barschak war gelernte Typistin und Buchhalterin und arbeitete in diesem Beruf für sechs Jahre, bis sie 1914 das Diplom als Handelslehrerin in Berlin erwarb. 1915 holte sie das Abitur nach und begann anschließend ein Studium in Nationalökonomie, Soziologie und Psychologie, welches sie sowohl in ihrer Heimatstadt Berlin als auch in Tübingen absolvierte. Während ihrer Studienzeit arbeitete Barschak als Lehrerin an Abendschulen und wurde nach Abschluss ihrer Promotion in 1921 Lehrerin an der städtischen Berliner Handelshochschule und am Pestalozzi-Fröbel-Haus.
1930 erhielt sie eine Professur des Staatlichen Berufspädagogischen Instituts in Berlin, wurde aber infolge der Machtübernahme durch die NSDAP im Jahr 1933 ihres Amtes enthoben. In dieser Hinsicht ist ihre berufliche Laufbahn eng mit Susanne Charlotte Engelmanns verbunden, jedoch war es Barschak möglich, unmittelbar nach ihrer Entlassung in London und Genf Psychologie zu studieren und somit weiteren beruflichen als auch privaten Einschränkungen entgegenzuwirken. Barschak kehrte jedoch noch während der Zeit der nationalsozialistischen Diktatur im Jahr 1935 nach Berlin zurück, um im jüdischen Bildungswesen mitzuwirken und unterrichtete bis zu ihrer Emigration Psychologie und Pädagogik an der Jüdischen Lehrerbildungsanstalt in Berlin.
Im September 1939 begann Barschak ihre Kontakte zu benachrichtigen und ihre Flucht vorzubereiten. Über Großbritannien gelangte sie schließlich im Jahr 1940 in die USA und kam im akademischen Jahr 1941/42, ein Jahr bevor Susanne Charlotte Engelmann diese Position einnahm, durch die Hilfe der American Association of University Women (AAUW) als „refugee scholar“ am Wilson College in Pennsylvania, USA, unter. Dieser Einstieg in den Lehrberuf sicherte ihre akademische Laufbahn und so wurde Erna Barschak anschließend Professorin für Psychologie an der Miami University of Ohio in Oxford.

## Wirken
Barschak wird fälschlich als Zionistin bezeichnet, da sie im Jahr 1937 gemeinsam mit Fritz Bamberger daran arbeitete, das Bildungswesen auf die jüdische Emigration auszurichten. Außerdem publizierte Barschak in dem von Susanne Charlotte Engelmann herausgegebenen Wochenjournal Soziale Praxis und anderen sozialwissenschaftlichen Zeitungen.
Nach ihrer Emigration in die USA veröffentlichte Barschak  1945 ein autobiografisches Werk, welches ihre Erfahrungen in der neuen Heimat schildert. Dieses beschreibt unter anderem die Probleme, welche akademischen Flüchtlingen im neuen Berufsumfeld erwarteten. So schildert Barschak beispielsweise die utopischen Vorstellungen vieler Flüchtlinge, an ihre bisherigen beruflichen Erfolge nahtlos anknüpfen zu können. Barschak selbst war es allerdings möglich, ihre universitäre Karriere in den USA fortzuführen.

## Werke (Auswahl)
- Die Schülerin der Berufsschule und ihre Umwelt. Vortrag gehalten auf dem Mädchenberufsschultag des Allgemeinen deutschen Lehrerinnenvereins in Dresden am 4. Okt. 1925, (= Pädagogisch-psychologische Schriftenreihe des allgemeinen deutschen Lehrerinnenvereins; 2). Berlin 1926.
- Die Idee der Berufsbildung und ihre Einwirkung auf die Berufserziehung im Gewerbe. Leipzig 1929.
- Der deutsch-literarische Unterricht an kaufmännischen Fach- und Berufsschulen (= Schriften für kaufmännisches Bildungswesen; 3). Leipzig 1925.
- My American Adventure. New York 1945.
  - Erlebnisse in USA. Übersetzung Anna Katherina Rehmann-Salten. Zürich : Pan, 1947
- Today´s Industrial Nurse and Her Job. A Study of Functions of Nurses and Their Relationship to Industry. New York 1956.
- zusammen mit Fritz Bamberger: Das 9. Schuljahr der Volkshochschulen der Jüdischen Gemeinde zu Berlin. Zielsetzung und Plangestaltung. Berlin 1937.